# 聖オーガスティン修道院
聖オーガスティン修道院（聖アウグスティヌス修道院）は、イングランドのケント州カンタベリーにあったベネディクト会修道院。現在は廃墟になっている。

## 歴史

### 初期
教皇グレゴリウス1世から伝道の為に派遣された聖アウグスティヌス（聖オーガスティン）が、597年にイングランドに到着した。当時のケント王はエゼルベルトで、たまたまキリスト教徒のベルタ（Bertha）と結婚したところだった。エゼルベルトが妻に感化されたのかは定かではないが、彼はアウグスティヌスにカンタベリーの市壁のすぐ外に修道院を建てることを許した。 
その場所には既にサクソン人の教会が3つ建っていて、それぞれ聖パンクラティウス、聖ペトロと聖パウロ、聖母マリアに献堂されていた。聖パンクラティウス教会のサクソン人時代の遺跡はまだ残っているが、あとの2つはノルマン人たちによって一つに纏める形で建て直された。
修道院の創設当初からの主目的の一つは、歴代のケント王とカンタベリー大司教たちの埋葬場所とすることにあった。978年には、より大きな新しい建物が完成し、聖ペトロ、タルソスのパウロ、カンタベリーのアウグスティヌスに献堂された。

### 12世紀
1100年までに、元々あったアングロ・サクソン人の建造物の遺跡は、ロマネスク様式の大建造物に取って代わられる形で姿を消した。この新しい建物には、1154年に施物分配所（Almonry）が建て増しされた。火災の結果、1168年に何ヶ所かの再建工事が行われたことを除けば、12世紀の残りの期間における修道院は、全くもって静穏そのものであった。

### 13世紀
しかし、1250年頃から再び建設工事が相次ぐようになった。この時期に、回廊、会食堂、厨房などが全体的に建て直され、修道院長用の大きな公舎も新築された。大会堂（great hall）を備えるために、敷地も拡張された。

### 14世紀
1309年に銃眼の付けられた新しい大門が建設されたことで、中庭が完成した。北側には拡張の余地があり、修道士たちは食料生産と関わりのある外庭を作り上げていった。そこに築かれたのは、醸造所、製パン所、新しい壁に囲まれたブドウ園などである。修道院の東側でも拡張は行われ、壁に囲まれた菜園とともに宿泊所群が作られていった。
1382年に地震が起こったが、これが更なる建設工事に結び付いた。1390年には現存する守衛小屋（gatehouse）が作られた。最後に建設されたのは付属教会東側の聖母礼拝堂（Lady Chapel）である。
1500年までには修道院は極めて広大な領域を所有しており、付属図書館も充実していた。図書館には当時としては膨大な2000巻もの写本が所蔵されていたが、その多くは修道院内の写字室で作成されたものであった。

### 修道院解散
1535年にヘンリー8世は、年収100ポンド未満の修道院全ての解散を命じた。聖オーガスティン修道院の年収は1733ポンドだったことから、この最初の解散令には抵触することがなかったが、1538年7月30日の修道院解散令によって閉鎖されることになった。その後15年をかけて体系的に解体が行われ、一帯はドイツのアン・オブ・クレーヴズの到着に備えて宮殿に作りかえられた。

### 近代以降
この宮殿は貴族たちに貸し出され、1600年代初めにはEdward Lord Wottonが所有していた。彼はその周囲に平面幾何学式庭園を配置するためにジョン・トラデスカント（John Tradescant the elder）を雇い入れた。この宮殿は1703年の大嵐のときまでは存在していたと考えられているが、現在はその大嵐で大きく損壊した廃墟となっている。
現在、聖オーガスティン修道院の遺跡は世界遺産に登録されており、イングリッシュ・ヘリテッジに管理されている。
今日の修道院遺跡はカンタベリー大聖堂の東側のかなり広い範囲に及んでいるが、かつて修道院の全盛期には、修道院付属教会は近隣のカンタベリー大聖堂とその規模を競っていたのである。

## 世界遺産
聖オーガスティン修道院は、カンタベリーに残る他の二つの重要な教会建築、すなわちカンタベリー大聖堂と聖マーティン教会とともに、ユネスコの世界遺産に登録されている。聖オーガスティン修道院の登録面積は8.42 ha である。

### 登録基準
この世界遺産は世界遺産登録基準のうち、以下の条件を満たし、登録された（以下の基準は世界遺産センター公表の登録基準からの翻訳、引用である）。
- (1) 人類の創造的才能を表現する傑作。
- (2) ある期間を通じてまたはある文化圏において、建築、技術、記念碑的芸術、都市計画、景観デザインの発展に関し、人類の価値の重要な交流を示すもの。
- (6) 顕著で普遍的な意義を有する出来事、現存する伝統、思想、信仰または芸術的、文学的作品と直接にまたは明白に関連するもの（この基準は他の基準と組み合わせて用いるのが望ましいと世界遺産委員会は考えている）。